# Ksar Ouled Soltane
Der Ksar Ouled Soltane (arabisch قصر أولاد سلطان, DMG Qaṣr Aulād Sulṭān) ist ein Dorf mit etwa 1.000 Einwohnern in der Delegation Tataouine Nord im Gouvernement Tataouine im Süden Tunesiens. Am Ortsrand steht eine der eindrucksvollsten Speicherburgen (ksour) des Landes.

## Lage
Der kleine Ort liegt in einer Höhe von etwa 410 m ü. d. M. in halbwüstenartigem Gelände etwa 23 km (Fahrtstrecke) südöstlich von Tataouine.

## Wirtschaft
Der Ort oder besser der Ksar war ehemals eine wichtige Station des Karawanenhandels am Nordrand der Sahara. Heute spielt der Tourismus die wichtigste Rolle im Wirtschaftsleben des Ortes.

## Geschichte
Zur Geschichte des Ortes liegen – wie in den von Berbern bewohnten Regionen des gesamten Maghreb – keinerlei schriftliche Zeugnisse vor. Das traditionelle, harte und entbehrungsreiche Leben der Einwohner dauerte noch bis weit in die erste Hälfte des 20. Jahrhunderts an. Danach sind viele Familien in die Städte abgewandert.

## Ksar
Die wichtigste Sehenswürdigkeit des Ortes ist der aus Stampflehm errichtete Ksar, der aus zwei befestigten Hofanlagen mit mehrgeschossig übereinander angeordneten und gewölbten Speicherkammern (ghorfas) besteht. Die Trittsteine vor den Eingangstüren der insgesamt etwa 400 Kammern waren über versetzbare Palmstämme mit eingekerbten Trittstufen, Leitern oder über gemauerte Treppen erreichbar. Die Kammern dienten als Lagerräume für Vorräte (Getreide, Öl, getrocknete Bohnen, Linsen, Datteln etc.) und Habseligkeiten anderer Art (Haushalts- und Arbeitsgeräte, Waffen) für die halbnomadisch (Transhumanz) lebenden Familien des Ortes. Auch kamen Karawanen auf den meist in Süd-Nord-Richtung verlaufenden Handelswegen hier vorbei und nutzten den Ksar als sicheren Rast- und Lagerplatz.

## Sonstiges
Trotz ständig verbreiteter Fehlinformationen ist Ksar Ouled Soltane kein Star-Wars-Drehort.